# Bromazepam
Bromazepam, summaformel C14H10BrN3O, är ett ångestdämpande och lugnande preparat som tillhör gruppen bensodiazepiner. Preparatet används inte som läkemedel i Sverige.
Preparatet är narkotikaklassat och ingår i förteckning P IV i 1971 års psykotropkonvention, samt i förteckning IV i Sverige.